# Marco Aurelio Soto
Marco Aurelio Soto Martínez (Tegucigalpa, 13 de noviembre de 1846 - París, 25 de febrero de 1908) fue un abogado hondureño que fue presidente de su país entre 1876 y 1881.
Fue ministro de Relaciones Exteriores y de Educación en Guatemala junto con su primo hermano Ramón Rosa (1848-1893) de 1873 a 1876, durante el gobierno del general Justo Rufino Barrios y ambos fueron los responsables de las reformas positivistas realizadas en la educación de ese país centroamericano.
Posteriormente, con la ayuda del general Barrios, fue nombrado como el vigésimo presidente de Honduras en el período de 1876 a 1881, seguidamente reelecto como el vigesimoprimer presidente constitucional de Honduras en el período del 1881 a 1883, y junto con su primo hermano Ramón Rosa Soto, revolucionó a la República de Honduras a través de la Reforma Liberal, la cual incluyó una gran cantidad de cambios sociopolíticos y la apertura a los capitales extranjeros, especialmente de los Estados Unidos.

## Biografía
El doctor Marco Aurelio Soto nació el 13 de noviembre de 1846 en la ciudad de Tegucigalpa (capital de Honduras).
Sus padres fueron el doctor Máximo Soto y la señora Francisca Martínez.
A los nueve años se trasladó con su padre a la Ciudad de Guatemala, donde estudió toda la escuela primaria y secundaria. Ingresó en la Pontificia Universidad de San Carlos Borromeo (actual Universidad San Carlos de Guatemala).
En dicha institución recibió clases con
Mariano Ospina Rodríguez (expresidente de Colombia, quien había llegado desterrado a Guatemala) y
el historiador y diplomático José Milla y Vidaurre. Entre sus compañeros estuvieron su inseparable primo, Ramón Rosa Soto (1948-1993) y Ricardo Casanova y Estrada (futuro arzobispo de Guatemala).
Luego de obtener su doctorado en Derecho contrajo matrimonio.
Muy joven empezó a llamar la atención por sus artículos literarios y políticos, inspirados estos últimos en los principios proclamados por la Revolución Liberal de 1871, la cual apoyó.
Tras la elección del general Miguel García Granados en un plebiscito que se convocó para el efecto, fue llamado a servir como subsecretario de Gobernación, Justicia y Negocios Eclesiásticos.[cita requerida]

### Cargos ministeriales

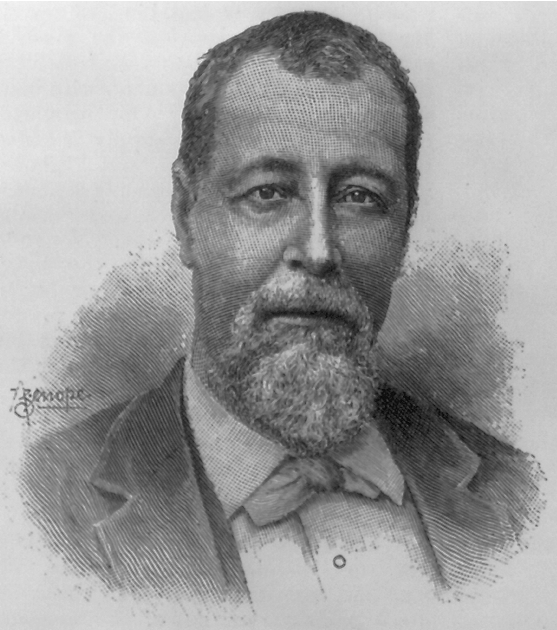
El general Justo Rufino Barrios, presidente de Guatemala de 1873 a 1885.

Poco tiempo después de asumir como subsecretario, por ausencia del Ministro respectivo quedó encargado de la Secretaria de Gobernación, Justicia y Negocios eclesiásticos.
Cuando Justo Rufino Barrios asumió la presidencia de Guatemala en 1874, lo nombró junto a Ramón Rosa secretario a cargo de los Ministerios de Relaciones Exteriores e Instrucción Pública. En este último puesto, organizó la instrucción pública primaria, secundaria y profesional, fundada en los principios modernos, y en los siguientes postulados liberales del gobierno de Barrios:
- Separación definitiva de la Iglesia y del Estado
- Supresión de diezmos y primicias obligatorios[Nota 1]
- Extinción de las cofradías
- Instauración del matrimonio civil
- secularización de cementerios
- Creación del registro civil
- Instauración de la enseñanza laica en todos los colegios de la república
- Instauración de la escuela primaria gratuita y obligatoria
- Reorganización de la universidad, para eliminar los cursos de teología.[8]

Soto y su primo Ramón Rosa Soto alternaban sus funciones entre el despacho de Educación y el de Relaciones Exteriores.
El pensamiento de ambos intelectuales liberales, fuertemente anticlerical, quedó reflejado en las reformas liberales en educación y religión en Guatemala, y se resume en estas líneas escritas por Rosa en 1882:

En América, en donde la instrucción popular se difunde con la celeridad de la luz, y en donde no existen, como en Europa, muy arraigados y tradicionales intereses religiosos, que dan poder y privilegios a numerosas clases sociales; en nuestra América, en donde la libertad de conciencia es ya una conquista definitiva: todas, todas las religiones positivas tienen que desaparecer, en no remoto día, con sus artificiosos y contradictorios dogmas, con sus litúrgicos aparatos teatrales, con sus sangrientas historias, con sus egoístas y mal disfrazados intereses mundanos, con sus hipócritas santidades, con sus privilegiadas y ensoberbecidas castas, y con sus execrables tiranías.
Ramón Rosa

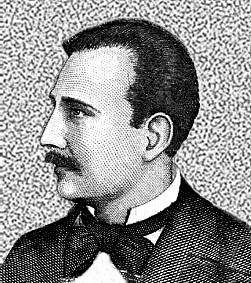
Ramón Rosa Soto, primo del presidente Marco Aurelio Soto.

Como encargado de Relaciones Exteriores abrió las puertas a los cubanos para llegar a Guatemala; desde el 9 de diciembre de 1868, Carlos Manuel de Céspedes (presidente de la República de Cuba en Armas) había apelado a la solidaridad hemisférica desde su cuartel general de Guáimaro (Cuba).
El 13 de agosto de 1869, el gobierno del Perú reconoció la independencia cubana, mientras que el régimen de Barrios decretó, el 6 de abril de 1875, su reconocimiento de la República cubana como «libre, soberana e independiente».
El texto del instrumento que estableció relaciones oficiales con Cuba es el siguiente:
| DECRETO NÚMERO 138 J. Rufino Barrios, jeneral de División y presidente de la República de Guatemala; Considerando: Que desde el 10 de octubre de 1868, el pueblo de Cuba declaró su independencia de la Metrópoli española y se constituyó en República soberana Que desde esa fecha hasta la presente, ha demostrado tener sobrados elementos para luchar contra el poder español que en vano se empeña en sojuzgarlo Que la causa de la independencia de Cuba es evidentemente justa, porque todo pueblo tiene el derecho de constituirse en una nacionalidad, siempre que posea los medios de mantener su autonomía Que en esta virtud, el pueblo Cubano ejercita hoy los mismos derechos que las colonias de América cuando se declararon independientes, lo que hace que la noble causa de aquel pueblo sea vista por las Repúblicas del Nuevo-Mundo como propia y de un carácter evidentemente americano Y que por lo tanto, el Gobierno de Guatemala, desea dar una prueba de simpatía que abriga por Cuba y de que reconoce la justicia y el derecho que asisten á ese pueblo heróico que tiene su mismo origen, y cuyo Gobierno, legítimamente constituido, le ha abierto sus amistosas relaciones, DECRETA Art. 1.º. La República de Guatemala, reconoce á la República Cubana, como nación libre,soberana e independiente. Art. 2.º. En consecuencia, el Gobierno de Guatemala abrirá y cultivará con el de Cuba relaciones oficiales. Dado en el Palacio Nacional de Guatemala, á seis de abril de mil ochocientos setenta y cinco. J. Rufino Barrios El secretario de Relaciones Exteriores e instrucción pública, Marco A. Soto Y por disposición del Jeneral Presidente, se imprime y publica. Tomado de: El Guatemalteco, Periódico Oficial de la República de Guatemala Serie V, número 48. Guatemala, 9 de abril de 1875. |

Esta declaración permitió la llegada a Guatemala de cubanos eminentes, como
José María Izaguirre,
José Martí
Hildebrando Martí,
José Joaquín Palma y
Juan García Purón.
En 1876, Soto fue nombrado ministro plenipotenciario de Guatemala, desde allí su trabajo fue cercano hacía el gobierno de El Salvador, para tratar de afianzar la paz entre ambas repúblicas, donde su misión fue satisfactoriamente desempeñada.
El 8 de mayo de aquel año se firmó en la ciudad de Santa Ana el Tratado Soto-Ulloa.

### Presidente de Honduras

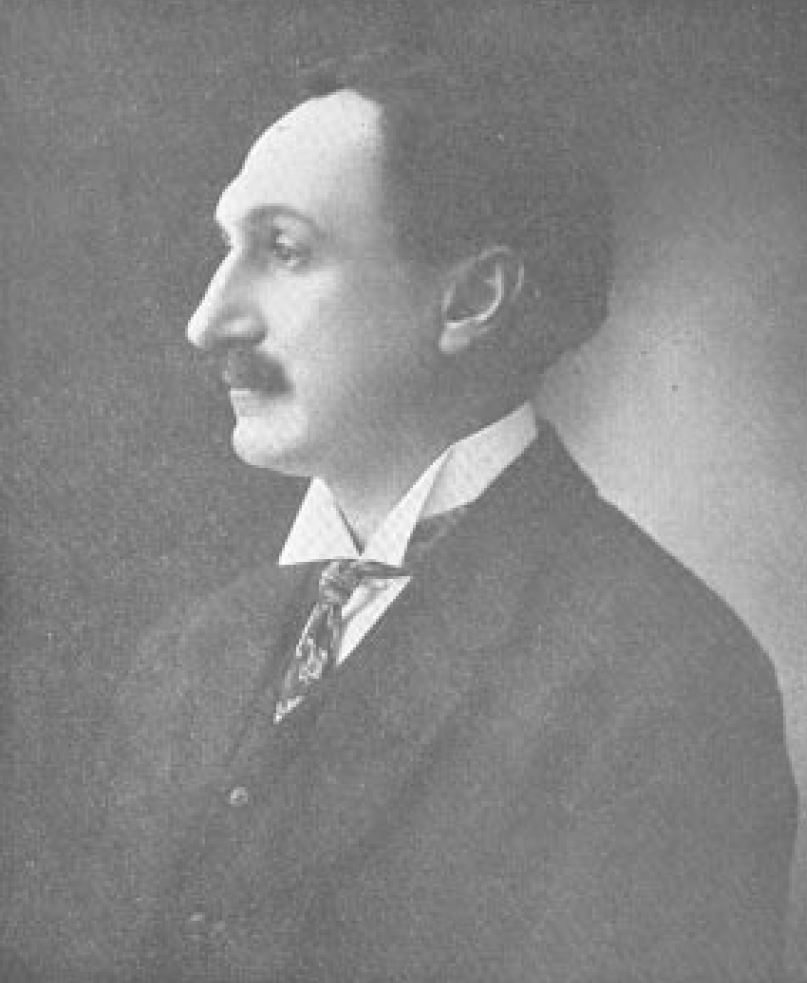
Máximo Soto Hall, renombrado escritor guatemalteco, era hermano de Marco Aurelio Soto por parte de padre.

En 1876 el gobierno conservador de José María Medina en Honduras se estaba desmoronando, principalmente con el escándalo de los empréstitos para la construcción del Ferrocarril Nacional de Honduras y el desaparecimiento de la política y representantes de Honduras en el extranjero. Los liberales hondureños solicitaban cambios en la administración pública del Estado. El presidente guatemalteco, viendo aquí la oportunidad de establecer un régimen liberal y afín a sus intereses de Unión Centroamericana en Honduras, propició la llegada de Marco Aurelio Soto como presidente, junto con su primo, el licenciado Ramón Rosa.
A principios de 1876, tras las elecciones en El Salvador en que resultó elegido Andrés del Valle, Barrios se reunió con este en El Chingo donde acordaron apoyar la invasión de Honduras para instalar al licenciado Marco Aurelio Soto, quien hasta entonces había fungido como Ministro de Relaciones Exteriores y de Educación en Guatemala. Barrios y del Valle se comprometieron a poner mil hombres para dicha causa, pero los hechos políticos se precipitaron en contra de Valle, debido a la desconfianza de Barrios Guatemala por la permanencia en el Gobierno del mariscal González, que fungía como vicepresidente luego de haber sido presidente antes que Valle.
Alegando que El Salvador había invadido Guatemala, se rompieron las relaciones diplomáticas; las acciones dieron inicio el 1.º. de abril de 1876, por medio de un bloqueo naval por parte del vapor «El General Barrios». Posteriormente, la invasión terrestre ingresó por el oriente donde el general guatemalteco Gregorio Solares derrotó en Pasaquina al ejército salvadoreño, tomando control de San Miguel y La Unión; en el frente occidental, tras varios enfrentamientos durante la Semana Santa, el Ejército guatemalteco debilitó a las fuerzas salvadoreñas al mando del mariscal González. Al verse en esta la situación el mariscal Santiago González envió al presidente Valle, a Jacinto Castellanos y a E. Mejía para negociar con Barrios, con quien llegaron a un Acuerdo de Paz en Chalchuapa el 25 de abril, bajo condición de que Valle dejara la presidencia y de que el mariscal González la dirección del ejército, dejando las plazas de Santa Ana y San Salvador a las fuerzas guatemaltecas.
Como uno de los compromisos adquiridos en Chalchuapa, Valle antes de abandonar la presidencia convocó a una Junta de Notables en Santa Ana para que ratificaran el acuerdo del 25 de abril y eligieran, de acuerdo con Barrios, quien asumiría la presidencia, debiendo el nuevo gobierno convocar a elecciones; en dicha Junta de Santa Ana se reunieron alrededor de doscientos salvadoreños incipientes cafetaleros, terratenientes, comerciantes, políticos, militares y juristas, quienes de acuerdo con Barrios eligieron como presidente al doctor Rafael Zaldívar.
Soto ingresó a Honduras con la ayuda de Barrios y se proclamó presidente e inauguró su administración en la Isla de Amapala; a continuación, Soto ordenó que se practicarán elecciones generales en fecha 22 y 25 de abril de 1877; él iba como indiscutible candidato oficial y no hubo contendientes de los conservadores ni independientes, es así que la Asamblea Nacional reunida en Comayagua dio a Soto la legitimidad del proceso y lo invistió como el Vigésimo presidente de Honduras para el período de 1877 a 1881.
Su ideólogo y ministro general fue Ramón Rosa, con quien emprenderían una ardua labor de transformar a la nación hondureña siguiendo los preceptos liberales que ya habían utilizado en Guatemala.
La transformación se basó en los mismos principios que utilizó Barrios en Guatemala; la reorganización administrativa y jurídica de Honduras estuvo de la mano de una creciente apertura al capital extranjero, especialmente el de los Estados Unidos; el presidente Soto -dueño ya de una considerable fortuna- propietario de la mina El Rosario, fundó junto con el empresario neoyorquino Washington S. Valentine (1844-1920), la «Rosario Mining Company» en diciembre de 1879.
Aún con el laicismo constitucional imperante en Honduras, Soto, comisionó en 1878 al padre Antonio R. Vallejo para que realizara un trabajo educativo para la nación, Vallejo escribió el Compendio de la historia social y política de Honduras.
Soto, en la nueva Constitución emitida, se refería a la igualdad y a la libertad de los hondureños y extranjeros en el país. Esto dio lugar a la emisión de una nueva Ley de Inmigración, a la que tanto, algunos inmigrantes se acogieron y vieron con beneplácito, entre los extranjeros empadronados en Honduras, estaban los cubanos Antonio Maceo, quien fue nombrado como funcionario en un cargo del Ministerio de Defensa de Honduras, igual que su compatriota Máximo Gómez, mientras que Tomás Estrada Palma fue nombrado como director del Correo Nacional de Honduras y José Joaquín Palma nombrado como secretario privado de la presidencia.
Otra de las grandes iniciativas de Soto fue el impulso de la actividad minera en Honduras nombrando al frente del Bureau de Minería de Honduras a Reinhold Fritzgaertner, geólogo prusiano que se había desempeñado como asistente del Departamento de Mineralogía del Museo de Historia Natural, Albany, New York.
El 3 de abril de 1879 mediante Decreto n.º 46, el gobierno de Soto fija una nueva moneda nacional Peso Plata y valor decimal, con acusación de monedas de oro, plata y cobre, además insta a fundar la Casa Nacional de Moneda en la capital Tegucigalpa. En el mismo mes de abril, fundó en la ciudad de Santa Rosa de Copán la Universidad Nacional de Occidente; debido al interés mostrado por los ciudadanos de aquella localidad capitalista del occidente del país.

### Segundo período presidencial
Soto fue reelecto en 1881 para el término presidencial que terminaría en 1885, pero no pudo concluirlo; su presidencia finalizó en 1883. Durante su administración y con la asistencia de su primo Ramón Rosa, Soto puso en marcha las reformas liberales. Estas reformas de tipo administrativo, político, económico y social, intentaron darle un giro a la situación que vivía Honduras. El presidente Soto logró mejorar las vías de comunicación y el servicio de correo. Construyó algunos tramos del ferrocarril, el sistema telegráfico y puso en marcha un programa educativo similar al que él y Rosa instituyeron en Guatemala entre 1873 y 1876. Entre los cambios educativos, reorganizó a la Universidad Central de Tegucigalpa y emitió los estatutos que la convirtieron en la Universidad Nacional de Honduras.
El doctor Soto traslado la capital de la república definitivamente a la ciudad de Tegucigalpa (antes era compartida entre Tegucigalpa y Comayagua) y escogió una Casa Presidencial para sus gestiones administrativas.
A pesar de los avances logrados durante la administración Soto, Honduras volvió a caer de nuevo en la inestabilidad social, al no contar con productos -como el café en Guatemala- en qué forzar una economía estable.[cita requerida]
El enfrentamiento con su antiguo aliado, el general Justo Rufino Barrios puso fin a su gobierno: en mayo de 1883, presionado por tropas guatemaltecas en la frontera con Honduras, solicitó permiso al Congreso para salir de Honduras aduciendo razones de salud.
Antes de irse vendió la mayoría de sus bienes,
y dejó el poder en manos de un Consejo de Ministros. Soto, una vez establecido en Estados Unidos, envió su renuncia de la presidencia el 27 de agosto de 1883.
En Honduras
Inexplicablemente, el 11 de septiembre de ese mismo año, fallece el general Enrique Gutiérrez Lozano (a quien Soto, era del parecer porque se quedára en la presidencia).
La renuncia de Soto fue aceptada hasta el 19 de octubre de 1883.
Ante este ineludible evento, el pueblo hondureño fue convocado a Elecciones generales para los días 9, 10 y 11 de noviembre de 1883, cuyo triunfo se lo llevaría el general Luis Bográn.

### Revuelta Soto
Durante la presidencia de Policarpo Bonilla, el 13 de abril de 1897 estalla en Honduras la «revuelta Soto», encabezada por el abogado y coronel Enrique Soto (primo hermano de Marco Aurelio Soto). Los rebeldes armados toman el cuartel de Puerto Cortés y seguidamente las fuerzas gubernamentales detuvieron el avance rebelde, que se conducía hacia San Pedro Sula.
Los «sotistas» son vencidos y el expresidente Soto, que había generado la revuelta de Enrique, al ver su fracaso, mencionó: «Como hondureño y patriota desapruebo en absoluto lo ocurrido».

### Exilio
El expresidente tuvo que huir al exilio primero hacia San Francisco (estado de California) y luego hacia la ciudad de París (en Francia)..

### Candidato presidencial por tercera vez
Soto llegó a Honduras, proveniente de París, ciudad donde residía y presentó su candidatura para las Elecciones generales de Honduras de 1902, Soto formó su propio movimiento político: el Club Unión Patriótica. Su director de campaña fue su amigo Rómulo Ernesto Durón quien también fue director del periódico publicitario sotista La Paz;
En su fórmula presidencial iba como vicepresidente Rafael Alvarado Manzano. Ambos se batirían contra el general Manuel Bonilla, candidato oficial del partido La Democracia.
En las elecciones, La Democracia obtuvo 28 550 votos (el 48.7 %), proclamándose ganador.
Los otros resultados fueron:
Juan Ángel Arias Boquín, del Partido Liberal de Honduras, obtuvo 25 118 votos (el 42,9 %), y
Marco Aurelio Soto, del partido Club Unión Patriótica, obtuvo solo 4857 votos (el 8.3 %)

### Fallecimiento
Tras las elecciones generales de Honduras de 1902, Marco Aurelio Soto Martínez retornó a su residencia en la ciudad de París (capital de Francia) donde fallecería seis años más tarde, el 25 de febrero de 1908, a los 61 años.
En contraste, su antiguo socio en la Rosario Mining Company, Washington S. Valentine (1844-1920), se convirtió en el concesionario del ferrocarril interoceánico de 1890, y a principios del siglo xx ya era conocido como El Rey de Honduras.